# Pałac Tyszkiewiczów w Landwarowie
Pałac Tyszkiewiczów w Landwarowie (lit. Lentvario Tiškevičiaus rūmai) – pałac zbudowany przez Józefa Tyszkiewicza w Landwarowie pod Trokami na Litwie. W 1899 z polecenia kolejnego właściciela, Władysława Tyszkiewicza został przebudowany w stylu neogotyckim. W czasach radzieckich pałac był siedzibą fabryki dywanów.

## Historia
Pałac wzniesiono po nabyciu dóbr landwarowskich przez Józefa Tyszkiewicza w 1850. Budynek zaprojektował architekt Gustaw Schacht. Na zlecenie syna Józefa Tyszkiewicza Władysława w 1899 dokonano przebudowy rezydencji w stylu modnego wówczas neogotyku angielskiego – nadzorował ją belgijski architekt de Waegh przy współpracy Tadeusza Rostworowskiego.
W pałacu mieściła się obszerna kolekcja dzieł sztuki, jednak w obliczu zbliżającego się w stronę Wileńszczyzny frontu została w 1916 wywieziona do Rosji, gdzie zaginęła. Obecnie część cennych przedmiotów z landwarowskiego pałacu oglądać można na zamku w Trokach.
Po aneksji Wileńszczyzny przez ZSRR w 1939, 1940 i 1944 w pałacu ulokowano najpierw skład zboża, a następnie fabrykę dywanów („AB kilimai”), która mieściła się w nim aż do wykupienia rezydencji przez przedsiębiorcę Laimutisa Pinkevičiusa, który planuje ją uczynić miejscem otwartym dla turystów.
W kompleksie pałacowym zachowały się m.in. pawilony administracyjne, stajnia, obora, stodoła i młyn wodny oraz budynek pod nazwą „Riwiera”, w którym mieściła się słynna kawiarnia.
Pałac otacza liczący 12,7 ha park zaprojektowany przez nadwornego architekta zieleni Tyszkiewiczów Édouarda André. Przed I wojną światową w parku rosło około 60 gatunków drzew i krzewów. Zorganizowano tu również połączony strumieniem system sadzawek, na którym ustawiono sztuczne kaskady, kamienne mostki i sztuczne groty.
Rezydencja w Landwarowie sąsiaduje z trzech stron ze sztucznym jeziorem landwarowskim utworzonym z polecenia Józefa Tyszkiewicza poprzez sprowadzenie wód z pobliskich Jezior Trockich.